# Bror Cederquist
Bror Einar Cederquist, född 13 december 1894 i Göteborg, död där 13 december 1957, var en svensk målare, tecknare och kåsör.
Han var son till redaktören August Cederquist och Charlotta Olsson samt från 1943 gift med Ella Louise Lindskog (1904–1974). 
Cederquist studerade vid Valands målarskola i Göteborg 1914–1917 samt vid några målarskolor i Paris. Han anställdes 1919 som kåsör och tecknare vid Göteborgs-Posten och signerade sina alster med Becq. I Göteborg finns en spårvagn namngiven efter Cederquist. Makarna Cederquist är begravda på Östra kyrkogården i Göteborg.